# Convention unique sur les stupéfiants
Lire en ligne

Texte en anglais sur Wikisource, Texte original polyglotte (p.159), page réservée sur le site de l'ONU

La convention unique sur les stupéfiants de 1961 convoquée par l'ONU fut ratifiée le 30 mars 1961 à New York. Elle comporte 183 signataires au 1er novembre 2005. Elle est entrée en vigueur en 1964 et fut modifiée par le protocole du 25 mars 1972. Elle est dite unique parce qu’elle remplace plusieurs conventions internationales.
Son objectif est de limiter la production et le commerce de substances interdites en établissant une liste de ces substances, qualifiées de stupéfiants.
Cette convention est à l'origine de la création de l'Organe international de contrôle des stupéfiants (OICS) qui est l'organe indépendant responsable de la mise en œuvre des conventions de l'ONU sur les drogues.

La convention s'est aussi dotée de textes permettant d'inclure de nouvelles substances dans ces tableaux sous le contrôle de l'OMS.

## Historique
Les premières réglementations internationales concernant les drogues datent du début du XXe siècle.
La première, la convention internationale de l'opium de 1912, visait à réglementer l'import-export des dérivés du pavot. Ce traité fut complété par des textes concernant d'autres substances comme la cocaïne pendant les 50 années qui suivirent.
En 1925 : la Convention internationale relative aux stupéfiants.
Parmi les conventions antérieures, on peut citer :
- la convention internationale de l’opium, signée à La Haye, le 23 janvier 1912;
- l'accord concernant la fabrication, le commerce intérieur et l’usage de l’opium préparé, signé à Genève, le 11 février 1925;
- la convention internationale de l’opium, signée à Genève, le 19 février 1925;
- la convention pour limiter la fabrication et réglementer la distribution des stupéfiants, signée à Genève, le 13 juillet 1931;
- l'accord pour le Contrôle de la consommation de l’opium à fumer en Extrême-Orient, signe a Bangkok, le 27 novembre 1931;
- le protocole signé à Lake Success, le 11 décembre 1946, amendant les Accords, Conventions et Protocoles sur les stupéfiants conclus à La Haye, le 23 janvier 1912, à Genève, le 11 février 1925, le 19 février 1925 et le 13 juillet 1931, à Bangkok, le 27 novembre 1931, et à Genève, le 26 juin 1936, sauf en ce qui concerne ses effets sur la dernière de ces Conventions;
- les Conventions et Accords visés aux alinéas a à e, tels qu’ils ont été amendés par le Protocole de 1946 visé à l’alinéa f;
- le protocole signé à Paris, le 19 novembre 1948, plaçant sous contrôle international certaines drogues non visées par la Convention du 13 juillet 1931 pour limiter la fabrication et réglementer la distribution des stupéfiants, amendé par le Protocole signé à Lake Success, le 11 décembre 1946;
- le protocole visant à limiter et à réglementer la culture du pavot, ainsi que la production, le commerce international, le commerce de gros et l'emploi de l’opium, signé à New York, le 23 juin 1953, si ce Protocole entre en vigueur.

Dès 1948, le besoin de textes internationaux visant à réglementer certaines substances s'est fait sentir mais ce n'est qu'en 1961 qu'un texte définitif put être adopté.
La convention unique sur les stupéfiants de 1961 réglementa plus précisément ces substances (ajoutant pour la première fois le cannabis et ses dérivés à l'opium, la coca et leurs dérivés). Elle présentait la lacune de ne pas réglementer les nouvelles substances synthétiques qui ne seraient pas suffisamment similaires dans leur potentiel abus/thérapeutique aux trois substances principales de la convention (cannabis, opium, cocaïne).
Les pays signataires ont progressivement adapté leur législation à ce texte, catégorisant les drogues selon des tableaux équivalents aux conventions de 1961 et à celle de 1971, permettant ainsi une cohérence internationale en termes de réglementation sur les drogues.

## Buts
Dans son préambule, la convention indique deux buts:

« Soucieuses de la santé physique et morale de l’humanité, (...)
Reconnaissant que la toxicomanie est un fléau pour l’individu et constitue un danger économique et social pour l’humanité »

## Évolution des listes
Il y a quatre listes, ou tableaux, regroupant les stupéfiants placés sous contrôle international en vertu de la Convention unique sur les stupéfiants de 1961. Un grand nombre de produits y sont listés.
Régulièrement, la Commission des stupéfiants des Nations unies vote l'ajout, la réallocation, ou le retrait de drogues des différents tableaux de la Convention. En 2018, la Commission a par exemple ajouté 6 produits à cette liste : l'acryloylfentanyl (acrylfentanyl), le carfentanil, le 4-Fluoroisobutyrfentanyl (4-FIBF, pFIBF), le furanyl fentanyl, l'ocfentanil et le tetrahydrofuranyl fentanyl (THF-F) et en mars 2019, elle y a ajouté le cyclopropylfentanyl, le methoxyacetylfentanyl, l'orthofluorofentanyl et le parafluorobutyrylfentanyl.
En décembre 2020, cette même Commission approuvait le retrait du cannabis et ses dérivés du tableau IV de la Convention. Cette modification, sur base d’une recommandation de l’Organisation mondiale de la Santé (OMS), a été soutenue par 27 États contre 25. Un État s’est abstenu,.